# Doença dos estudantes de medicina
A doença dos estudantes de medicina (também conhecida como síndrome do segundo ano ou síndrome do interno ) é uma condição constantemente relatada em estudantes de medicina, que percebem apresentar os sintomas de uma doença que estão estudando. 
A condição está associada ao medo de contrair a doença em questão. Alguns autores sugerem que a condição deve ser referida como nosofobia  vez de "hipocondria", porque os estudos citados mostram uma porcentagem muito baixa de caráter hipocondríaco da condição e, portanto, o termo "hipocondria" seria sinistro indicações terapêuticas e prognósticas. A referência  sugere que a condição está associada à preocupação imediata com os sintomas em questão, levando o aluno a se tornar indevidamente ciente de várias disfunções psicológicas e fisiológicas ocasionais; os casos mostram pouca correlação com a gravidade da psicopatologia, mas sim com fatores acidentais relacionados ao aprendizado, e à experiência. 